# Lee Han-wi
Lee Han-wi (en hangul, 이한위; en hanja, 李漢偉; RR: I Han-wi), es un popular actor surcoreano.

## Biografía
Estudió ingeniería de precisión mecánica en la Universidad Chosun y posteriormente en la Universidad de Chung-Ang.
El 21 de marzo del 2008 se casó con Choi Hye-kyung, la pareja tiene tres hijos: Lee Kyung, Lee Yoon y Lee On.

## Carrera
Es miembro de la agencia "Tan Entertainment" (탄엔터테인먼트). Previamente fue miembro de la agencia "Mersenne Entertainment".
En 1990 apareció en el drama Seoul Earthen Bowl donde interpretó al aspirante a cantante Seung-chul.
En febrero de 1999 se unió al elenco recurrente de la serie School donde dio vida a Park Bok-man, el maestro de educación física.
En abril del 2005 se unió al elenco de la serie 5th Republic donde interpretó a Kim Yong-nam, el jefe de Estado de Corea del Norte.
En marzo del 2006 se unió al elenco recurrnete de la serie Spring Waltz donde dio vida a Lee Jong-tae, el padre de Lee Soo-ho (Seo Do-young). En mayo del mismo año se unió al elenco de la serie Hearts of Nineteen (también conocida como "Pure in Heart") donde interpretó a Ko Dal-soo, el asistente del señor Hong Young-gam (Shin Goo), así como un hombre siempre dispuesto a ayudar. El 30 de noviembre del mismo año apareció en la película Solace donde dio vida a In-seob, un hombre con una discapacidad mental y el hermano mayor de Shim In-ku (Han Suk-kyu)
En julio de 2007 se unió al elenco recurrente de la serie The 1st Shop of Coffee Prince (también conocida como "Coffee Prince") donde interpretó a Goo Young-shik, un carnicero que está enamorado de la madre de Go Eun-chan.
En septiembre del 2008 se unió al elenco recurrente de la serie Glass Castle donde dio vida a Son Dong-sik, el padrastro de Jung Min-joo (Yoon So-yi).
En marzo del 2009 se unió al elenco extendido de la serie Ja Myung Go donde interpretó a Woo Na-roo, un general de Goguryeo y el tío del príncipe Hodong (Jung Kyung-ho).
En diciembre del 2010 se unió al elenco recurrente de la serie Athena: Goddess of War donde dio vida a Park Sung-chul, el director del Servicio Nacional Antiterrorista (NTS).
En el 2011 realizó una aparición especial durante la segunda temporada de la serie God's Quiz (también conocida como "Quiz of God2) donde interpretó a Chi An-gam, el jefe de la policía. 
En enero del 2012 se unió al elenco recurrente de la serie Wild Romance donde dio vida a Kevin Jang, el jefe de Yoo Eun-jae (Lee Si-young). En diciembre del mismo año se unió al elenco de la serie School 2013 donde interpretó a Woo Soo-chul, el subdirector de la escuela, hasta el final de la serie el 28 de enero del 2013.
En enero del 2013 se unió al elenco recurrente de la serie 7th Grade Civil Servant donde dio vida a Kim Pan-seok, el padre de Kim Seo-won (Choi Kang-hee). En marzo del mismo año se unió al elenco recurrente de la serie Nine: Nine Time Travels, donde interpretó a Joo Sung-hoon, el padrastro de Joo Min-young (Jo Yoon-hee). En diciembre del mismo año se unió al elenco recurrente de la serie Prime Minister and I, donde dio vida a Nam Yoo-sik, un hombre que sufre de Alzheimer y el padre de Nam Da-jung (Im Yoon-ah).
El 30 de abril del 2014 se unió al elenco recurrente de la serie A New Leaf, donde interpretó al líder de equipo Kang, un colega de Kim Seok-joo (Kim Myung-min) en el bufete de abogados, que está celoso y se opone a él. El 14 de mayo del mismo año realizó una aparición especial durante el tercer episodio de la serie You're All Surrounded, donde dio vida al médico Byung, el director de cirugía plástica.
En mayo del 2015 se unió al elenco recurrente de la serie Warm and Cozy, donde interpretó a Gong Jong-bae, un hombre de muchos oficios en la ciudad de Sorang.
El 2 de mayo del 2016 se unió al elenco de la serie Another Miss Oh, (también conocida como "Another Oh Hae-young") donde dio vida a Oh Kyung-soo, el padre de Oh Hae-young (Seo Hyun-jin), hasta el final de la serie el 28 de junio del mismo año.
En enero del 2017 se unió al elenco recurrente de la serie Introverted Boss, donde interpretó a Chae Won-sang, el dueño de "New York Barbershop" y padre de Chae Ro-woon (Park Hye-soo). En octubre del mismo año se unió al elenco recurrente de la serie Amor revolucionario, donde dio vida a Kwon Choon-sub, el padre de Kwon Jae-hoon (Gong Myung).
En el 2018 se unió al elenco recurrente de la serie Lawless Lawyer, donde interpretó a Ha Ki-ho. En octubre del mismo año se unió al elenco recurrente de la serie The Beauty Inside, donde dio vida al padre de Ryu Eun-ho (Ahn Jae-hyun). A finales del mismo año se unió al elenco recurrente de la serie Top Star U-back, donde interpretó a Choi Han-bong, el padre de Choi Ma-dol (Lee Sang-yeob).
El 30 de mayo del 2019 realizó una aparición especial durante el último episodio de la serie Her Private Life, donde dio vida a Kim Moo-san, el esposo de Uhm So-hye (Kim Sun-young). A principios de junio se unió al elenco recurrente de la serie Perfume, donde interpretó a Cho Chun-oh, el presidente de la agencia de Yoon Min-seok (Kim Min-kyu). El 22 de junio del mismo año realizó su primera aparición especial en la serie Chief of Staff, donde dio vida al Secretario Jefe Presidencial. En noviembre del mismo año se unió al elenco recurrente de la serie Psychopath Diary, donde interpretó a Yook Jong-chul, el padre de Yook Dong-sik (Yoon Shi-yoon).

## Filmografía

### Series de televisión
| Año         | Título                                                  | Personaje                       | Notas                          |
| ----------- | ------------------------------------------------------- | ------------------------------- | ------------------------------ |
| 2024        | Good Partner                                            | Kim Yeong-cheol                 | (aparición especial)           |
| 2022        | Besos y presagios                                       | Oh Kyung-soo                    | [ 12 ]                         |
| 2021        | Under Cover                                             | Bae Goo-taek                    |                                |
| 2020 - 2021 | Delayed Justice                                         | Padre de Lee Jin-shil           | (aparición especial)           |
| 2021        | True Beauty                                             | Cirujano Plástico               | ep. #13 - (aparición especial) |
| 2021        | Mojito                                                  | -                               | (sin estrenarse)               |
| 2020        | Drama Special Season 11 - "The Place We Put the Lilacs" | Lilac                           | 1 episodio                     |
| 2020        | Live On                                                 | Director                        | ep. #1 - (aparición especial)  |
| 2020        | Oh, mi bebé                                             | Park Jae-han                    |                                |
| 2019 - 2020 | Psychopath Diary                                        | Yook Jong-chul                  |                                |
| 2019        | Home for Summer                                         | Wang Jae-gook                   |                                |
| 2019        | Chief of Staff                                          | Secretario Jefe Presidencial    | (aparición especial)           |
| 2019        | When the Devil Calls Your Name                          | Lee Han-wi                      | ep. #5 - (aparición especial)  |
| 2019        | Perfume                                                 | Cho Chun-oh                     |                                |
| 2019        | Her Private Life                                        | Kim Moo-san                     | ep. #16 - (aparición especial) |
| 2019        | Different Dreams                                        | Song Byung-soo                  | (aparición especial)           |
| 2018 - 2019 | Top Star U-back                                         | Choi Han-bong                   |                                |
| 2018        | The Beauty Inside                                       | Padre de Ryu Eun-ho             |                                |
| 2018        | Lawless Lawyer                                          | Ha Ki-ho                        |                                |
| 2018        | Bad Guys: City of Evil                                  | Ryu Seok-ki                     | (aparición especial)           |
| 2018        | Marry Me Now                                            | Kim Young-sik                   | (aparición especial)           |
| 2018        | Mysterious Personal Shopper                             | Han Pil-mok                     |                                |
| 2018        | Cross                                                   | Neurólogo                       |                                |
| 2017        | Amor revolucionario                                     | Kwon Choon-sub                  | [ 6 ]                          |
| 2017        | The Package                                             | Padre de Yoon So-so             |                                |
| 2017        | Introverted Boss                                        | Chae Won-sang                   |                                |
| 2017        | Hospital Ship                                           | Bang Sung-woo                   |                                |
| 2016        | I'm Sorry, But I Love You                               | Park Dong-jin                   | (aparición especial)           |
| 2016        | The K2                                                  | Secretario del Presidente       | ep. #10 - (aparición especial) |
| 2016        | Another Miss Oh                                         | Oh Kyung-soo                    | 18 episodios                   |
| 2016        | Local Hero                                              | Líder de Equipo Song            |                                |
| 2015        | My Mother is a Daughter-in-law                          | Park Bong-joo                   |                                |
| 2015        | Warm and Cozy                                           | Gong Jong-bae                   |                                |
| 2015        | Drama Special - "Hair Transplant Day"                   | Bong Chang-hoon                 |                                |
| 2015        | Super Daddy Yeol                                        | Choi Nak-kwon                   |                                |
| 2014 - 2015 | Punch                                                   | Det. Oh Dong-choon              |                                |
| 2014        | Modern Farmer                                           | Kang Young-sik                  |                                |
| 2014        | Tears of Heaven                                         | Director del Orfanato           | (aparición especial)           |
| 2014        | Drama Special Season 5 - "The Three Female Runaways"    | Dueño del Salón de Belleza      | 1 episodio                     |
| 2014        | Marriage, Not Dating                                    | -                               | (aparición especial)           |
| 2014        | You're All Surrounded                                   | Doctor Byung                    | ep. #3 - (aparición especial)  |
| 2014        | A New Leaf                                              | Líder de Equipo Kang            |                                |
| 2014        | Cunning Single Lady                                     | Doctor                          | ep. #12 - (aparición especial) |
| 2014        | 12 Years Promise                                        | Joo Chul-soo                    |                                |
| 2014        | Emergency Couple                                        | Dr. Jeon Hyung-seok             | ep. #1 - (aparición especial)  |
| 2013 - 2014 | Prime Minister and I                                    | Nam Yoo-sik                     |                                |
| 2013        | Stranger                                                | Ryu In-ho                       | 2 episodios                    |
| 2013        | Basketball                                              | Yoon Deok-myung                 |                                |
| 2013        | Passionate Love                                         | Ban Soo-bong                    |                                |
| 2013        | Hur Jun, The Original Story                             | Kim Man-kyung                   |                                |
| 2013        | Nine: Nine Time Travels                                 | Joo Sung-hoon                   |                                |
| 2013        | Incarnation of Money                                    | Cirujano Plástico               | ep. #5 - (aparición especial)  |
| 2013        | 7th Grade Civil Servant                                 | Kim Pan-seok                    |                                |
| 2012 - 2013 | School 2013                                             | Woo Soo-chul                    |                                |
| 2012        | To the Beautiful You                                    | Hwang Gye-bong                  |                                |
| 2012        | Reckless Family                                         | Lee Han-wi                      | 9 episodios                    |
| 2012        | Fashion King                                            | Hwang Tae-san                   |                                |
| 2012        | Wild Romance                                            | Kevin Jang                      |                                |
| 2011        | Just Like Today                                         | Kim Joon-tae                    |                                |
| 2011        | Quiz of God - Season 2                                  | Chi An-gam                      | (aparición especial)           |
| 2011        | Gyebaek                                                 | Im-ja                           |                                |
| 2011        | I Believe in Love                                       | Kim Eui-joong                   |                                |
| 2010 - 2011 | Athena: Goddess of War                                  | Park Sung-chul                  |                                |
| 2010        | Eagle Eagle                                             | -                               |                                |
| 2010        | Bread, Love and Dreams                                  | Heo Gap-soo                     |                                |
| 2010        | Oh! My Lady                                             | Director de Drama               | ep. #1 - (aparición especial)  |
| 2010        | Becoming a Billionaire                                  | Teriah Park                     | (aparición especial)           |
| 2010        | The Slave Hunters                                       | Pogyo Oh                        |                                |
| 2009 - 2010 | Hero                                                    | Na Kyung-man                    |                                |
| 2009        | Tamra, the Island                                       | Lee Sa-pyeong                   |                                |
| 2009        | Good Job, Good Job                                      | Mr. Min                         |                                |
| 2009        | Ja Myung Go                                             | Woo Na-roo                      |                                |
| 2008 - 2009 | Glass Castle                                            | Son Dong-sik                    |                                |
| 2008        | Beethoven Virus                                         | Kang Chun-bae                   |                                |
| 2008        | Hometown of Legends - "Ghost Letter"                    | Deok-bae                        | ep. #4                         |
| 2008        | My Sweet Seoul                                          | Director Ahn                    |                                |
| 2008        | Constable Oh                                            | Hyeong-bang                     |                                |
| 2007        | Evasive Inquiry Agency                                  | Jang Taek-soo                   |                                |
| 2007        | Drama City - "Ssamdalg Misugi"                          | -                               |                                |
| 2007        | The Innocent Woman                                      | Abogado Min                     |                                |
| 2007        | Drama City - "I'm a Very Special Lover"                 | Lee Gi-dong                     |                                |
| 2007        | Kimchi Cheese Smile                                     | -                               |                                |
| 2007        | The 1st Shop of Coffee Prince                           | Mr. Ku                          |                                |
| 2007        | Flowers for My Life                                     | Prestamista                     | ep. #1                         |
| 2006        | Love and Hate                                           | Daniel Bae / Baek Dam-bong      | 120 episodios                  |
| 2006        | Freeze                                                  | Park Hyung-joon                 |                                |
| 2006        | A Farewell to Arms'                                     | Man-seok                        |                                |
| 2006        | Hearts of Nineteen                                      | Ko Dal-soo                      |                                |
| 2006        | Spring Waltz                                            | Lee Jong-tae                    |                                |
| 2006        | Drama City - "Kim Dong-su and the Case of the Fake Spy" | Detective Kim                   |                                |
| 2005        | MBC Best Theater - "Garibong Ocean's Eleven"            | Jung Doo-ho                     |                                |
| 2005        | Princess Lulu                                           | Jefe de Departamento Jo         |                                |
| 2005        | Resurrection                                            | Im Dae-shik                     |                                |
| 2005        | Drama City - "낙타씨의 행방불명"                        | Entrenador                      |                                |
| 2005        | 5th Republic                                            | Kim Yong-nam                    |                                |
| 2005        | 18 vs. 29 (Eighteen, Twenty-Nine)                       | Director Bang                   |                                |
| 2005        | Sassy Girl Chun-hyang                                   | Maestro de la Escuela Chunhyang |                                |
| 2004        | Immortal Admiral Yi Sun-sin                             | Chun Moo-jik                    |                                |
| 2004        | Lotus Flower Fairy                                      | Boo Yong-jin                    |                                |
| 2004        | There's Light at the Tip of My Fingernail               | Maestro Choi                    |                                |
| 2004        | New Human Market                                        | Oh Pil-geun                     |                                |
| 2003        | Damo                                                    | Baek Joo-wan                    |                                |
| 2003        | Drama City - "S대 법학과 미달사건"                      | -                               |                                |
| 2003        | Lovers                                                  | Yoo Byung-joon                  |                                |
| 2003        | The Bean Chaff of My Life                               | -                               | (cameo)                        |
| 2002        | Inspector Park Moon-soo                                 | Chil Bok-yi                     |                                |
| 2002        | My Platoon Leader                                       | Sun-ho                          |                                |
| 2002        | Drama City - "Ajumma Band" (결성 사건)                  | -                               | 1 episodio                     |
| 2002        | Moon on Cheomseongdae                                   | -                               |                                |
| 2002        | Sunshine Hunting                                        | Mr. Sticky                      |                                |
| 2002        | Sidestreet People                                       | Sung Man-hee                    |                                |
| 2001        | Fox and Cotton Candy                                    | Jefe Oh Sang-jin                |                                |
| 2001        | MBC Best Theater - "The Story of My Fiancee"            | -                               |                                |
| 2001        | Life Is Beautiful                                       | -                               |                                |
| 2001        | School 4                                                | Mtro. Park Bok-man              |                                |
| 2000        | Autumn in My Heart                                      | Yoon Ji-hwan                    |                                |
| 2000        | Taejo Wang Geon                                         | Ji-seon / Wang Chung            |                                |
| 2000        | School 3                                                | Mtro. Park Bok-man              |                                |
| 1999 - 2000 | School 2                                                | Mtro. Park Bok-man              |                                |
| 1999        | School                                                  | Mtro. Park Bok-man              |                                |
| 1999        | Sunday Best - "The Wind Blows in Yeouido"               | -                               |                                |
| 1999        | Sunday Best - "Kiss of a Thirty-one-year-old"           | -                               |                                |
| 1999        | Sunday Best - "Eun bi-ryeong"                           | -                               | 1 episodio                     |
| 1999        | Sunday Best - "그녀, 그를 만나다"                       | -                               |                                |
| 1998        | Angel's Kiss                                            | -                               |                                |
| 1998        | Hometown of Legends "죽귀"                              | -                               |                                |
| 1998        | Purity                                                  | PD de la Estación de Radio      |                                |
| 1998        | Legendary Ambition                                      | Mang-chi                        |                                |
| 1997        | Into the Storm                                          | -                               |                                |
| 1997        | Sunday Best - "Ondal's Dream"                           | -                               |                                |
| 1997        | A Bluebird Has It - "Shangri-La"                        | Bruce Lee                       |                                |
| 1997        | Hometown of Legends - "Wishes of the Deceased"          | -                               |                                |
| 1997        | Hometown of Legends - "효불효교"                        | -                               |                                |
| 1997        | Hometown of Legends - "Ssinaeri"                        | -                               |                                |
| 1997        | Drama Special - "Making a Child"                        | -                               |                                |
| 1997        | Drama Game - "Sweet Dad"                                | -                               |                                |
| 1997        | Drama Game - "신 술 권하는 사회"                        | -                               |                                |
| 1997        | Drama Game - "소리, 소리, 소리"                         | -                               |                                |
| 1996        | Drama Game - "옥계 여관의 솔로몬"                       | -                               |                                |
| 1996        | A Faraway Country                                       | Taek-woon                       |                                |
| 1996        | Reporting for Duty                                      | Hwang Joon-young                |                                |
| 1996        | Hometown of Legends - "숫돌바위"                        | -                               |                                |
| 1996        | Hometown of Legends - "사후절부야물"                    | -                               |                                |
| 1996        | Colors: The Temptation of Lemon Tea                     | -                               |                                |
| 1995        | The Age of Uniqueness                                   | -                               |                                |
| 1993        | Wild Chrysanthemum                                      | -                               |                                |
| 1990        | Seoul Earthen Bowl                                      | Seung-chul                      |                                |
| 1988        | The Region of Calm                                      | Yoo Do-hwan                     |                                |
| 1987        | Land                                                    | -                               |                                |
| 1986        | Rich Artifacts                                          | -                               |                                |
| 1985        | 별을 쫓는 야생마                                        | -                               |                                |

### Películas
| Año  | Título                                     | Personaje                         | Notas                                                                        |
| ---- | ------------------------------------------ | --------------------------------- | ---------------------------------------------------------------------------- |
| 2020 | Somewhere in Between                       | Mr. Oh                            | [ 13 ]                                                                       |
| 2019 | My Bossy Girl                              | Padre de Hye-jin                  | junto a Lee Elijah, Ji Il-joo, Heo Jung-min y Kim Ki-Doo                     |
| 2019 | Dead Again                                 | Adorador del Diablo               |                                                                              |
| 2019 | Let Us Meet Now                            | Jefe de Sección                   |                                                                              |
| 2019 | Race to Freedom: Um Bok Dong               | Zapatero                          |                                                                              |
| 2018 | The March for the Lost                     | Choi Yeong-chan                   |                                                                              |
| 2017 | My Little Baby, Jaya                       | -                                 | (cameo)                                                                      |
| 2017 | House of the Disappeared                   | Geomancer Jang                    | (cameo)                                                                      |
| 2016 | Female War: Bloody War in Bongcheon-dong   | Doo-cheol                         | (cameo)                                                                      |
| 2016 | Proof of Innocence                         | Dr. Park                          | (cameo)                                                                      |
| 2016 | The Last Ride                              | Padre de Gap-deok                 |                                                                              |
| 2016 | Chasing                                    | Cmdt. del Destacamento de Policía | (cameo)                                                                      |
| 2016 | Love, Lies                                 | Contador                          | junto a Han Hyo-joo, Yoo Yeon-seok, Park Sung-woong y Jang Young-nam         |
| 2015 | A Break Alone                              | Subdirector                       | (cameo)                                                                      |
| 2015 | Polaroid                                   | -                                 | (cameo)                                                                      |
| 2014 | We Are Brothers                            | Guardia de Seguridad              | (cameo)                                                                      |
| 2012 | The Tower                                  | Anciano de la Iglesia Kim         | junto a Sol Kyung-gu, Kim Sang-kyung, Son Ye-jin y Kim In-kwon               |
| 2012 | Marrying the Mafia 5: Return of the Family | Cirujano Plástico                 | (cameo)                                                                      |
| 2012 | Paradox Circle                             | Kyung-soo                         |                                                                              |
| 2012 | As One                                     | Comentarista Deportivo            |                                                                              |
| 2012 | The Scent                                  | Jefe de Detective Sa              |                                                                              |
| 2012 | Dancing Queen                              | Han-wi                            |                                                                              |
| 2011 | Mr. Idol                                   | Hong Gil-dong                     | (cameo)                                                                      |
| 2011 | War of the Arrows                          | Gab-yong                          |                                                                              |
| 2011 | Sector 7                                   | Jang Moon-hyeong                  | [ 14 ]                                                                       |
| 2011 | The Cat                                    | Dueño de la Tienda de Mascotas    | junto a Park Min-young, Kim Dong-wook y Shin Da-eun                          |
| 2011 | Officer of the Year                        | Lee Yong-gap                      | (cameo)                                                                      |
| 2011 | Meet the In-Laws                           | DJ de la Cafetería                | (cameo)                                                                      |
| 2011 | Romantic Heaven                            | Detective Kim                     |                                                                              |
| 2010 | Heartbeat                                  | Dueño de la Tienda                | junto a Kim Yunjin y Park Hae-il - (cameo)                                   |
| 2010 | Hello Ghost                                | Chamán                            | (cameo)                                                                      |
| 2010 | The Quiz Show Scandal                      | Presidente de la Empresa Kim      |                                                                              |
| 2009 | Good Morning President                     | Congresista 2                     | (cameo)                                                                      |
| 2009 | Where is Jung Seung-pil?                   | Joo Jeong-nam                     | (también conocida como "The Weird Missing Case of Mr. J")                    |
| 2009 | Take Off                                   | Presidente de la Empresa Ma       |                                                                              |
| 2009 | More than Blue                             | Presidente de la Empresa Kim      |                                                                              |
| 2009 | Oh! My God 2                               | Fundador de "Han-wi Land"         | (cameo)                                                                      |
| 2008 | Our School's E.T.                          | Director Joo Ho-shik              | junto a Kim Su-ro, Park Bo-young, Lee Min-ho y Moon Chae-won                 |
| 2008 | Life Is Beautiful                          | Presidente de la Empresa Jung     | (cameo)                                                                      |
| 2007 | My Love                                    | -                                 | (cameo)                                                                      |
| 2007 | Going by the Book                          | Jefe del Equipo de la Policía     | (cameo)                                                                      |
| 2007 | Swindler in My Mom's House                 | Prestamista                       | (cameo)                                                                      |
| 2007 | Underground Rendezvous                     | Jong-seok                         |                                                                              |
| 2007 | My Son                                     | Sacerdote                         |                                                                              |
| 2007 | Master Kims                                | Primer Hijo                       |                                                                              |
| 2006 | 200 Pounds Beauty                          | Dr. Lee Kong-hak                  |                                                                              |
| 2006 | Solace                                     | In-seob                           | junto a Han Suk-kyu, Kim Ji-soo, Kim Seong-nyeo y Choi Ban-ya                |
| 2006 | Righteous Ties                             | Sung Bong-sik                     |                                                                              |
| 2006 | No Mercy for the Rude                      | Jefe de Killa                     |                                                                              |
| 2006 | Holy Daddy                                 | Kal-nal                           |                                                                              |
| 2006 | Hanbando                                   | Líder del Equipo de Excavación    |                                                                              |
| 2006 | Running Wild                               | Jefe de Sección Bang              |                                                                              |
| 2005 | Bravo, My Life                             | Profesor de Educación Física      |                                                                              |
| 2005 | April Snow                                 | Compañero de Escuela de In-soo    | junto a Bae Yong-jun, Son Ye-jin, Lim Sang-hyo, Kim Kwang-il y Jeon Kuk-hwan |
| 2005 | Duelist                                    | Esposo de Señora Gimiendo         | (cameo)                                                                      |
| 2005 | Murder, Take One                           | Mánager                           |                                                                              |
| 2004 | My Mother, the Mermaid                     | Jo Young-ho                       |                                                                              |
| 2004 | Mokpo, Gangster's Paradise                 | Supervisor Hwang                  | (cameo)                                                                      |
| 2003 | Reversal of Fortune                        | Dong-choon                        |                                                                              |
| 2003 | Show Show Show                             | Capataz de la Fábrica             |                                                                              |
| 2001 | Bad Guy                                    | Dal-soo                           |                                                                              |
| 2001 | Sorum                                      | Taxista Borracho                  | junto a Kim Myung-min, Jang Jin-young, Jo An, Gi Ju-bong y Choi Woong\|-     |
| 2000 | Joint Security Area                        | Alcalde Kang                      | junto a Lee Young-ae, Lee Byung-hun, Song Kang-ho y Kim Tae-woo              |
| 1998 | Christmas in August                        | Chul-goo                          | junto a Shim Eun-ha, Han Suk-kyu, Shin Goo y Oh Ji-hye                       |
| 1996 | Henequen                                   | Sang-gap                          |                                                                              |

### Programas de variedades
| Año              | Programa                            | Notas                              |
| ---------------- | ----------------------------------- | ---------------------------------- |
| 2020             | King of Mask Singer                 | (ep. #251) - concursó como "Bread" |
| 2016             | True Dad Confession                 | miembro                            |
| 2013             | Hidden Singer: Season 1             | (ep. #13) - panelista invitado     |
| 2012             | Saturday Night Live Korea: Season 2 | 8 episodios - miembro              |
| 2011             | Saturday Night Live Korea: Season 1 | 8 episodios - miembro              |
| 2006, 2009, 2012 | Happy Together: Season 3            | (ep. #72, 82, 243) - invitado      |

### Teatro
| Año              | Título                          | Personaje           | Notas |
| ---------------- | ------------------------------- | ------------------- | ----- |
| 2014             | Wolnam Ski Unit                 | Adulto Kim          |       |
| 2010             | My Brother Has Returned         | Lee Bong-jo / Padre |       |
| 2008, 2011, 2014 | Dandelions in the Wind          | Adulto              |       |
| 2007             | Kyung-sook, Kyung-sook's Father | Cheong Yo-ri        |       |
| 2001             | Knife Man                       | -                   |       |
| -                | Six Minute Murder               | -                   |       |
| -                | 우덜은 하난기라                 | -                   |       |
| -                | 혼자 뜨는 달                    | -                   |       |
| -                | Death Song                      | -                   |       |
| -                | The Night of the Iguana         | -                   |       |

## Premios y nominaciones
| Año  | Categoría                                 | Premio                                     | Trabajo                                                 | Resultado |
| ---- | ----------------------------------------- | ------------------------------------------ | ------------------------------------------------------- | --------- |
| 2020 | Best Actor in One Act/Special/Short Drama | 34th KBS Drama Award                       | Drama Special Season 11 - "The Place We Put the Lilacs" | Ganó      |
| 2015 | Special Acting Award (Daily Drama)        | SBS Drama Award                            | My Mother Is a Daughter-in-law                          | Ganó      |
| 2008 | Best Supporting Actor in a Serial Drama   | SBS Drama Award                            | Glass Castle                                            | Ganó      |
| 2007 | Best Supporting Actor                     | 6th Korean Film Award                      | Solace                                                  | Nominado  |
| 2007 | Most Popular Actor                        | 1st Korea Drama Award                      | The 1st Shop of Coffee Prince                           | Ganó      |
| 2006 | Best Supporting Actor                     | KBS Drama Award                            | Spring Waltz                                            | Ganó      |
| 2006 | Best Supporting Actor                     | KBS Drama Award                            | Hearts of Nineteen                                      | Ganó      |
| 2005 | 단체상, Celebrity category                | 4th Sunkist Ladies Amateur Golf Tournament | -                                                       | Ganó      |